# Universidad Popular Mexicana
La Universidad Popular Mexicana (UPM) fue una institución privada creada en 1912 por los miembros del Ateneo de México como un proyecto de extensión universitaria pensado para los adultos. No confería títulos, sus profesores no recibían remuneración, y se prohibía hablar de cuestiones religiosas y políticas en las clases o conferencias, como era común en otras instituciones de la época. El propósito primordial de esta casa de estudios era acercar la cultura al pueblo. Así, el modelo educativo de la UPM era libre, no formal, y se basaba en ciclos de conferencias, cursos y conferencias aisladas. Debido a que fue creada durante la época de la Revolución Mexicana, sus actividades se vieron interrumpidas o disminuidas en varias ocasiones; sin embargo, la universidad funcionó hasta 1920.

## Antecedentes
En 1909 un grupo de jóvenes estudiantes que se oponían al educación positivista establecido durante el porfiriato por el presidente Porfirio Díaz, su gabinete, y sus asesores conocidos como los científicos, fundó el Ateneo de la Juventud. Los ateneístas trabajaron por la cultura y el arte, organizando reuniones y conferencias públicas. Estaban convencidos de que las humanidades habían sido relegadas en los últimos años, y deseaban la libertad de cátedra, la libertad de pensamiento, y la reafirmación de valores culturales, éticos y estéticos en América Latina. En 1912, la organización modificó sus estatutos para incluir no sólo a literatos, sino a científicos, y cambió entonces su nombre a Ateneo de México.

## Fundación y funcionamiento
En octubre de 1912, el Ateneo de México comenzó a formar la Universidad Popular Mexicana, a partir de las propuestas de Pedro González Blanco, —escritor español que participó activamente en la vida cultural del país— y de Pedro Henríquez Ureña. Se creó una comisión para estudiar el proyecto conformada por Alberto J. Pani, Alfonso Pruneda y el propio González Blanco. De esta forma, la obra cultural del Ateneo de México se encaminó hacia los hombres adultos del pueblo que no podían ingresar a las escuelas superiores y universitarias.  Si el pueblo no podía asistir a la escuela, entonces los profesores irían a buscar al pueblo en sus talleres y centros de agrupación, para darles conferencias sobre muy diversos temas. Las principales áreas de conocimientos que fueron abordadas en la UPM fueron: arqueología, bellas artes, sociología y cuestiones sociales, lenguas y educación, destacando especialmente, por su profusión, las conferencias sobre historia general, historia patria, higiene y medicina,  moral y civismo, conocimientos prácticos y literatura.
Los ateneístas que participaron en este proyecto fueron Antonio Caso, José Vasconcelos, Martín Luis Guzmán, Alfonso Reyes Ochoa, Alfonso Pruneda, Alba Herrera y Ogazón, Julio Torri, Vicente Lombardo Toledano, Pedro Henríquez Ureña y Pedro González Blanco, bien como ideólogos, como autoridades, como fundadores o como profesores. El primer rector de la institución fue Alberto J. Pani, quien tuvo como primer secretario a Martín Luis Guzmán.
El 24 de octubre de 1912 la Universidad Popular Mexicana comenzó sus primeros trabajos, y se dedicó de inmediato a la impartición de conferencias. El 3 de diciembre de 1912, la Universidad Popular Mexicana se constituyó legalmente ante el notario Jesús Trillo. En el primer documento publicado por la propia institución en 1913, se informaba que la Universidad Popular Mexicana no era una escuela técnica, sino una escuela para ciudadanos, entendiéndose como tales hombres y mujeres plenamente útiles a la sociedad. Debido al golpe de Estado perpetrado contra el gobierno de Francisco I. Madero y a la adhesión a Alberto J. Pani  a la revolución constitucionalista,  las actividades de la UPM se redujeron, aunque no por mucho tiempo. De hecho, el nuevo secretario de Instrucción Pública del régimen de Victoriano Huerta, el intelectual Nemesio García Naranjo, brindó su reconocimiento a la UPM.
Como consecuencia de los hechos derivados del golpe de Estado de Huerta, Alberto J. Pani salió del país, Martín Luis Guzmán se unió a las fuerzas villistas, Alfonso Reyes se exilió en París, y Pedro Henríquez Ureña se trasladó a Estados Unidos para trabajar en la Universidad de Minnesota. De esta forma, Alfonso Pruneda García asumió en 1913 la dirección de la UPM con gran entusiasmo, y logró congregar, durante su gestión, a profesores o participantes procedentes de cuatro generaciones: los positivistas, los miembros del Ateneo de México, los miembros de la Generación de 1915, y algunos jóvenes Contemporáneos. Aunque ejerció su cargo en forma solitaria durante varios años, en 1917 nombró a Vicente Lombardo Toledano como secretario. Ese mismo año disminuyeron los recursos económicos aportados por diversos benefactores, e incluso por los propios profesores.
La UPM publicó trece números del Boletín de la Universidad Popular Mexicana, entre 1915 y 1918. Asimismo, editó más de ochenta títulos, entre libros, folletos y sílabos de las conferencias impartidas. En 1918 la institución publicó el Primer Almanaque de la Universidad Popular Mexicana (y el único), cuyos temas principales de divulgación eran la higiene y el civismo. A su llegada a la naciente Secretaría de Educación Pública, en 1920, José Vasconcelos desestimó las actividades de la UPM, a pesar de que había firmado en 1912, como fundador, el Acta Constitutiva de esta. De hecho, Vasconcelos comenzó a desarrollar una importante labor de extensión universitaria, similar a la que ofrecía la UPM, con lo que se estableció entre la dependencia gubernamental y la institución privada una dura competencia. Al final la UPM no pudo sostener la lucha, y cuando sus actividades cesaron, en 1920, había logrado impartir, gracias a sus cerca de ciento sesenta profesores, miles de conferencias en diversas sedes. En 1921 la mayor parte de los profesores de la Universidad Popular Mexicana se unieron a la labor cultural emprendida por José Vasconcelos.

Sinceramente creemos que el Ateneo de México a dado un paso muy serio en pro de la educación de muchos gremios obreros [...] Esperamos que las clases dictadas y principalmente favorecidas por la nueva institución demuestren con su entusiasmo que no en vano hay quien se ocupe en poner a su alcance los medios de elevar su nivel moral intelectual y social
Alfonso Pruneda.

Cuando el doctor Pruneda fue rector de la Universidad Nacional de México —de 1924 a 1928—, estableció el Departamento de Extensión Universitaria con un programa semejante al de la UPM, pero adaptado a sus circunstancias particulares. Participaron en dicho programa profesores y estudiantes de distintas instituciones universitarias, y de esta manera se pudo aplicar, ahora con mayores recursos, la experiencia obtenida por Pruneda durante su rectorado en la Universidad Popular Mexicana.